# Reboulia
Reboulia es un género de musgos hepáticas de la familia Aytoniaceae. Comprende 8 especies descritas y de estas, solo 2 aceptadas.

## Taxonomía
El género fue descrito por Giuseppe Raddi  y publicado en Opuscoli scientifici d'una Società di professori della Pontifical Università di Bologna 2: 357. 1818.  La especie tipo es: Reboulia hemisphaerica (L.) Raddi	Accepted

## Especies aceptadas
A continuación se brinda un listado de las especies del género Reboulia aceptadas hasta diciembre de 2014, ordenadas alfabéticamente. Para cada una se indica el nombre binomial seguido del autor, abreviado según las convenciones y usos.	
- Reboulia hemisphaerica (L.) Raddi	Accepted
- Reboulia queenslandica (Stephani) M. Hicks